# 上小川站
上小川站（日语：／ Kami-Ogawa eki */?）是位於茨城縣久慈郡大子町大字頃藤3528番2號，屬於東日本旅客鐵道（JR東日本）的水郡線車站。

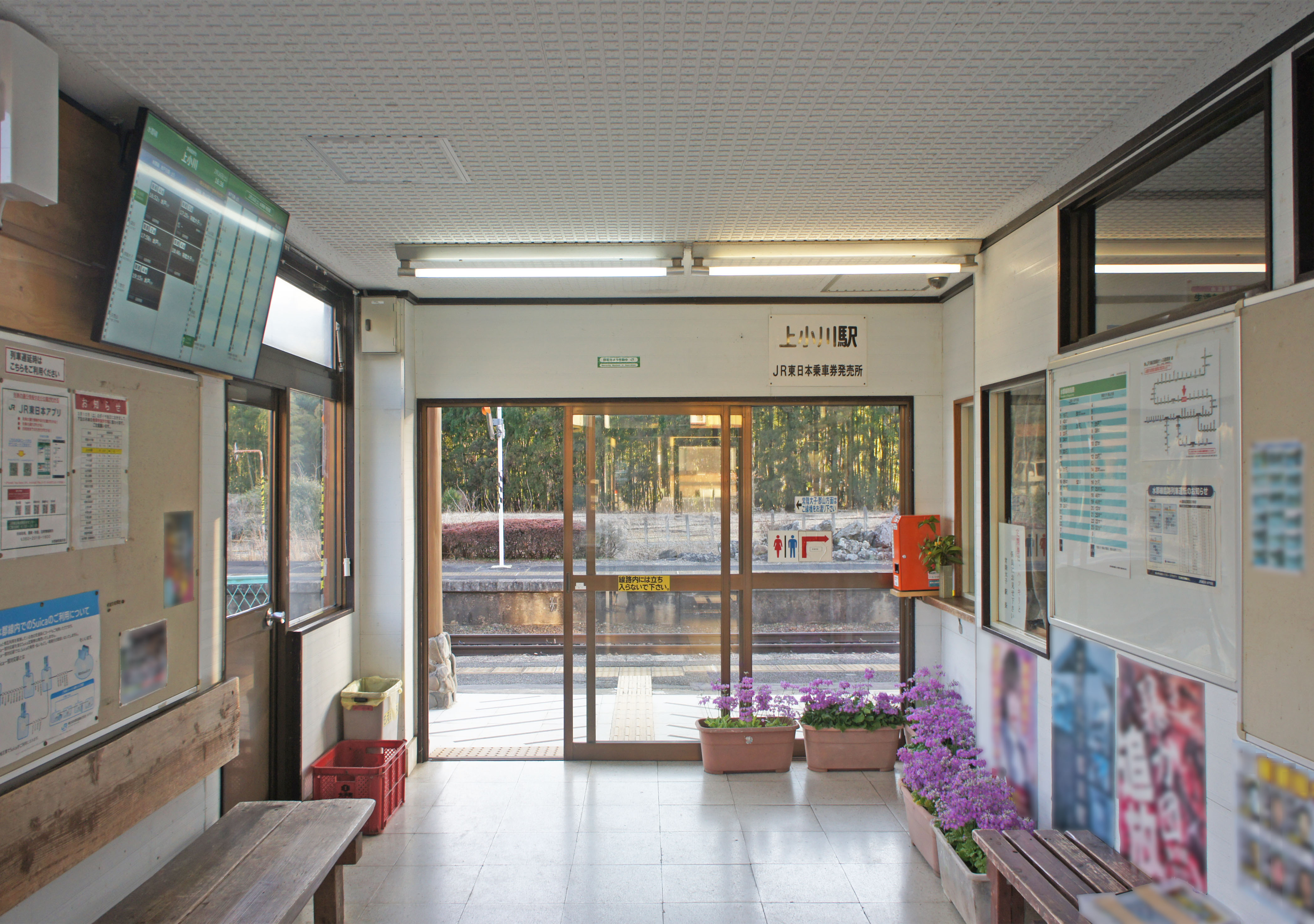
車站內部（2022年2月）

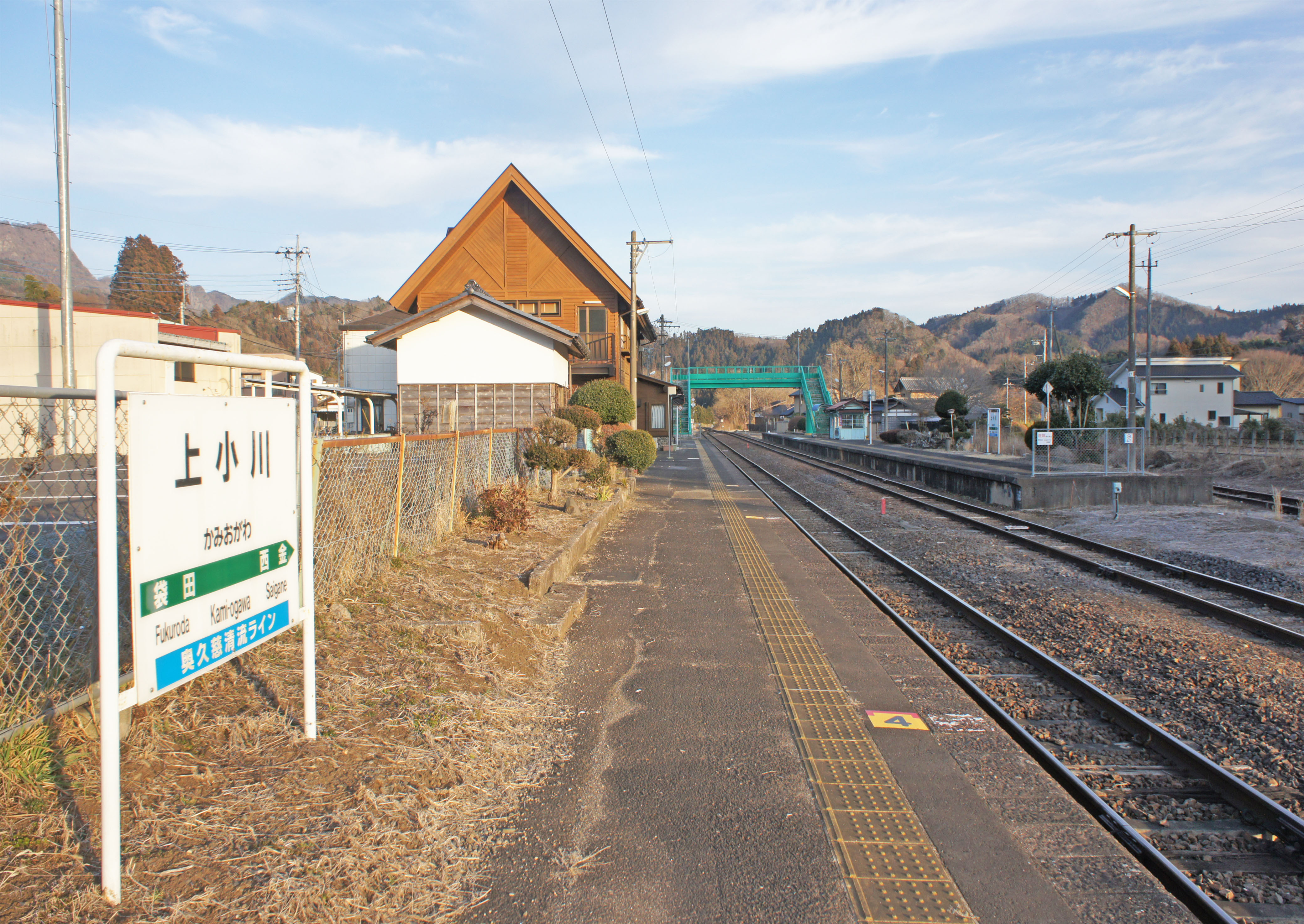
月台（2022年2月）

## 歷史
- 1925年（大正14年）8月15日：國有鐵道車站啟用[1]。
- 1970年（昭和45年）10月1日：結束貨物起卸業務。
- 1983年（昭和58年）6月1日：水郡線CTC化。此站成為無人車站。站內繼續設有列車交會設施。車站大樓內委托了地方公共團體發售車票（簡易委託）。
- 1987年（昭和62年）4月1日：伴隨國鐵分割民營化，車站由東日本旅客鐵道（JR東日本）營運[2]。
- 1990年（平成2年）11月：車站大樓重建，新大樓內設有公民館和町公所出張所[3]。
- 2019年（令和元年）
  - 10月13日：受到颱風海貝思（颱風19號）吹襲日本的影響，袋田至常陸大子之間的第六久慈川橋受到嚴重損毀，包含此站在內全線不通通行[4]。
  - 10月16日：常陸大宮至常陸大子之間開設臨時巴士[5]。
  - 11月1日：常陸大宮至西金之間與常陸大子至安積永盛、郡山之間重開。西金至常陸大子之間還設有臨時巴士（代行巴士）[6]。

## 車站構造
此站是地面車站，設有2面2線的相對式月台。兩月台之間設有跨線橋連接。此站設有維護路軌車輛專用停泊專用的側線。本站是由常陸大子站管理的簡易委託車站。站內設有公民館。

### 月台
| 月台         | 路線    | 上下行 | 方向               |
| ------------ | ------- | ------ | ------------------ |
| 車站大樓一方 | ■水郡線 | 下行   | 水戶方向           |
| 車站大樓對面 | ■水郡線 | 上行   | 常陸大子、郡山方向 |

參考
在旅客資訊上沒有編排月台編號。

## 使用狀況
根據「JR東日本」，2019年度（令和元年度）1日平均乘車人次為32人。
| 乘車人次變化       | 乘車人次變化     | 乘車人次變化    |
| 年度               | 1日平均 乘車人次 | 參考資料        |
| ------------------ | ---------------- | --------------- |
| 2001年（平成13年） | 139              | [ 利用客数 2 ]  |
| 2002年（平成14年） | 148              | [ 利用客数 3 ]  |
| 2003年（平成15年） | 146              | [ 利用客数 4 ]  |
| 2004年（平成16年） | 138              | [ 利用客数 5 ]  |
| 2005年（平成17年） | 127              | [ 利用客数 6 ]  |
| 2006年（平成18年） | 123              | [ 利用客数 7 ]  |
| 2007年（平成19年） | 117              | [ 利用客数 8 ]  |
| 2008年（平成20年） | 121              | [ 利用客数 9 ]  |
| 2009年（平成21年） | 114              | [ 利用客数 10 ] |
| 2010年（平成22年） | 107              | [ 利用客数 11 ] |
| 2011年（平成23年） | 96               | [ 利用客数 12 ] |
| 2012年（平成24年） | 96               | [ 利用客数 13 ] |
| 2013年（平成25年） | 83               | [ 利用客数 14 ] |
| 2014年（平成26年） | 83               | [ 利用客数 15 ] |
| 2015年（平成27年） | 78               | [ 利用客数 16 ] |
| 2016年（平成28年） | 66               | [ 利用客数 17 ] |
| 2017年（平成29年） | 54               | [ 利用客数 18 ] |
| 2018年（平成30年） | 46               | [ 利用客数 19 ] |
| 2019年（令和元年） | 32               | [ 利用客数 1 ]  |

## 車站周邊

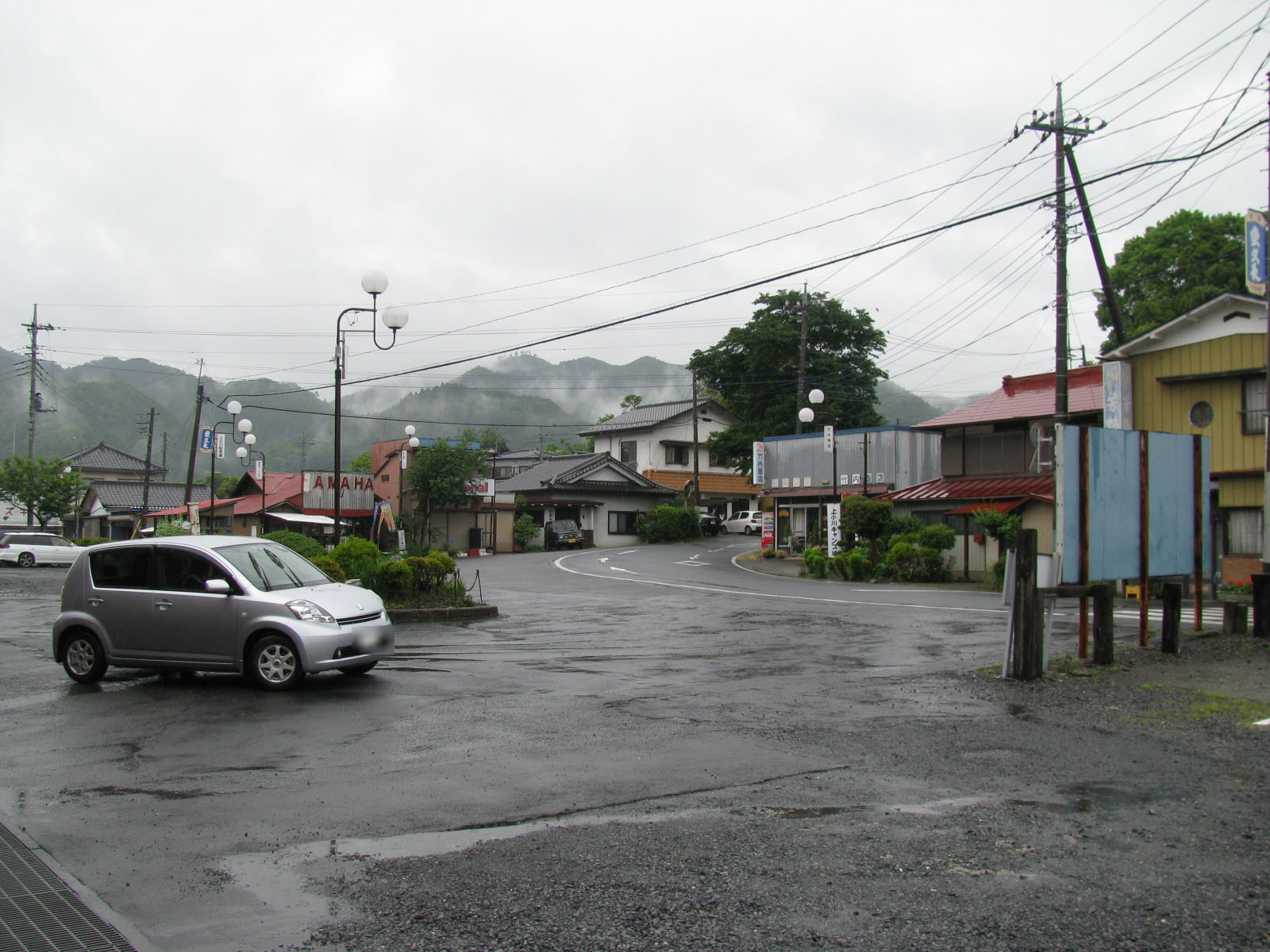
站前周邊（2008年5月）

- 上小川營地（日语：キャンプ場）
- 上小川郵局
- 大子町立上小川小學
- 大子町立南中學
- 茨城縣立大子特別支援學校
- 國道118號（日语：国道118号）
- 久慈川
  - 奧久慈渓谷

## 巴士路線
車站鄰近設有「上小川站前」巴士站。於車站附近行走的高速巴士路線在2019年4月廢止。
- 茨城交通
  - 前往大子站、大子營業所 / 前往栃原新田

## 相鄰車站
東日本旅客鐵道（JR東日本）
■水郡線
西金－上小川－袋田

## 注腳

### 使用狀況
1. 1 2  . 東日本旅客鐵道.   [2020-07-16]. （原始内容存档于2020-07-10） （日语）.
2. ↑  . 東日本旅客鐵道.   [2019-03-01]. （原始内容存档于2019-04-02） （日语）.
3. ↑  . 東日本旅客鐵道.   [2019-03-01]. （原始内容存档于2019-04-02） （日语）.
4. ↑  . 東日本旅客鐵道.   [2019-03-01]. （原始内容存档于2019-04-02） （日语）.
5. ↑  . 東日本旅客鐵道.   [2019-03-01]. （原始内容存档于2019-04-02） （日语）.
6. ↑  . 東日本旅客鐵道.   [2019-03-01]. （原始内容存档于2017-08-08） （日语）.
7. ↑  . 東日本旅客鐵道.   [2019-03-01]. （原始内容存档于2019-03-27） （日语）.
8. ↑  . 東日本旅客鐵道.   [2019-03-01]. （原始内容存档于2017-08-08） （日语）.
9. ↑  . 東日本旅客鐵道.   [2019-03-01]. （原始内容存档于2019-04-02） （日语）.
10. ↑  . 東日本旅客鐵道.   [2019-03-01]. （原始内容存档于2019-04-02） （日语）.
11. ↑  . 東日本旅客鐵道.   [2019-03-01]. （原始内容存档于2016-03-27） （日语）.
12. ↑  . 東日本旅客鐵道.   [2019-03-01]. （原始内容存档于2019-03-26） （日语）.
13. ↑  . 東日本旅客鐵道.   [2019-03-01]. （原始内容存档于2019-04-02） （日语）.
14. ↑  . 東日本旅客鐵道.   [2019-03-01]. （原始内容存档于2016-03-04） （日语）.
15. ↑  . 東日本旅客鐵道.   [2019-03-01]. （原始内容存档于2019-03-26） （日语）.
16. ↑  . 東日本旅客鐵道.   [2019-03-01]. （原始内容存档于2017-08-12） （日语）.
17. ↑  . 東日本旅客鐵道.   [2019-03-01]. （原始内容存档于2017-10-01） （日语）.
18. ↑  . 東日本旅客鐵道.   [2019-03-01]. （原始内容存档于2019-03-25） （日语）.
19. ↑  . 東日本旅客鐵道.   [2019-07-21]. （原始内容存档于2020-05-14） （日语）.

## 外部連結
- 車站資訊（上小川）：東日本旅客鐵道（日語）